# Mineplex
Mineplex（マインプレックス）は、2013年にGregory BylosとJarred van de Voortが作成した『Minecraft』のミニゲームサーバーである。2016年時点の月間ユニークプレイヤー数は数百万人に達していた。また、ピーク時にはサーバーの同時接続プレイヤー数が常時約2万人であった。2015年1月28日には、当時のMinecraftサーバーで最多の同時接続プレイヤー数34,434人を記録し、ギネス世界記録に認定された。この記録は、同年、Hypixelに塗り替えられた。
Java版におけるMineplexの人気は、数年間のピーク時を過ぎると急速に下降したが、Bedrock版では同時接続プレイヤー数が平均4,000人以上であった。その後、Mineplexは2023年5月11日に突如運営を停止した。閉鎖後、元管理者で『オーバーウォッチ』のコンテンツクリエイターであるSamitoはソーシャルメディアで、Mineplexを買収し、将来的に再開する予定であると述べた。そのため、Mineplexは再構築と現代化の取り組みを積極的に進めている。クローズドベータ版は2024年8月9日午後5時（東部標準時）に公開された。

## 特徴
Mineplexの主な特徴は、様々なミニゲームと、特別にカスタマイズされ、大幅に改造されたマルチプレイヤーマップであった。プレイヤーは、特定のゲーム内能力を利用可能にするランクなどのアイテムを購入することもできた。
サーバーが新しいオーナーチームに買収された後、チームは画期的な機能である「Mineplex Studio」の立ち上げを発表した。このプラットフォームは、ゲーム開発者にMineplexのエコシステム内で独自のゲームを作成し、公開できる権限を持たせることができる。包括的なツール一式を備えたMineplex Studioは、高品質なゲームの迅速かつコスト効率のよい開発を可能にする。その目的は、ゲーム開発を民主化し、あらゆる規模のスタジオの参入障壁を減少させることである。

## 歴史
Mineplexは2013年1月24日にGregory Bylos（Sterling_）とJarred van de Voort（Spu_）が作成した。2013年6月には、「BetterMC」として知られるMinecraftサーバーと合併した。その後、YouTuberのCaptainSparklezがオーナーチームに加わり、サーバーに関する動画を公開した後、サーバーのプレイヤー数は大幅に増加した。2016年、ダラス・マーベリックスがMineplexと提携し、サーバー用のミニゲームとして「ダラス・マーベリックス・ワールド」を制作した。チームのニュースリリースによると、プレイヤーは実物大モデルのアメリカン・エアラインズ・センターで建築コンテストに参加したり、バスケットボールのミニゲームをプレイしたりできるようになると発表された。このミニゲームは2016年の夏にサーバー上で公開されたが、MineplexとMojang Studiosの提携により最終的には失敗した。Mineplexは2013年から存在していた最古のMinecraftサーバーの1つであったが、2023年5月にサーバーの運用が停止された。

### 閉鎖
2023年5月11日、MineplexのウェブサイトとMinecraftサーバーは予告なしに閉鎖された。また、4日後の5月15日には『Minecraft: Bedrock Edition』の特集サーバーのリストから削除された。翌日、Mineplexの管理者の1人から、サーバーが恒久的に閉鎖されることがMineplexのDiscordサーバー上で発表された。

### 復活
2023年5月27日、同サーバーの元管理者で、インターネット上では「Samito」として知られるSam DawahareがTwitterに「Mineplexの100%を取得した」と投稿した。Mineplexの公式Twitterアカウントはこれを再投稿し、「新しいチーム」ができて「戻ってこられて本当に興奮している」と述べた。また、サーバーの公式サイトが更新され、「Coming Soon（近日公開）」というメッセージが表示された。公式サイトでは、「再リリース時にまた皆さんにお会いできることをとても楽しみにしている」とも述べられた。

## 受賞とノミネート
| 賞             | 部門                                        | 記録     | 日付          | 結果 | 出典  |
| -------------- | ------------------------------------------- | -------- | ------------- | ---- | ----- |
| ギネス世界記録 | 最も人気のあるMinecraftサーバーネットワーク | 34,434人 | 2015年1月28日 | 受賞 | [ 6 ] |